# Gangan FC
Der Gangan Football Club de Kindia, auch bekannt als Gangan  FC, ist ein 1963 gegründeter guineischer Fußballverein aus Kindia. Aktuell spielt der Verein in der ersten Liga.

## Geschichte
Der Verein wurde 1963 als Sily Club de Kindia gegründet. 2005 wurde der Verein in Gangan Football Club umbenannt.

## Erfolge
- Guineischer Zweitligameister: 2023  ▲

## Stadion
Die Heimspiele werden im Stade Régional de Kindia in Kindia ausgetragen. Das Stadion hat ein Fassungsvermögen von 2500 Personen.